# 東そのぎインターチェンジ

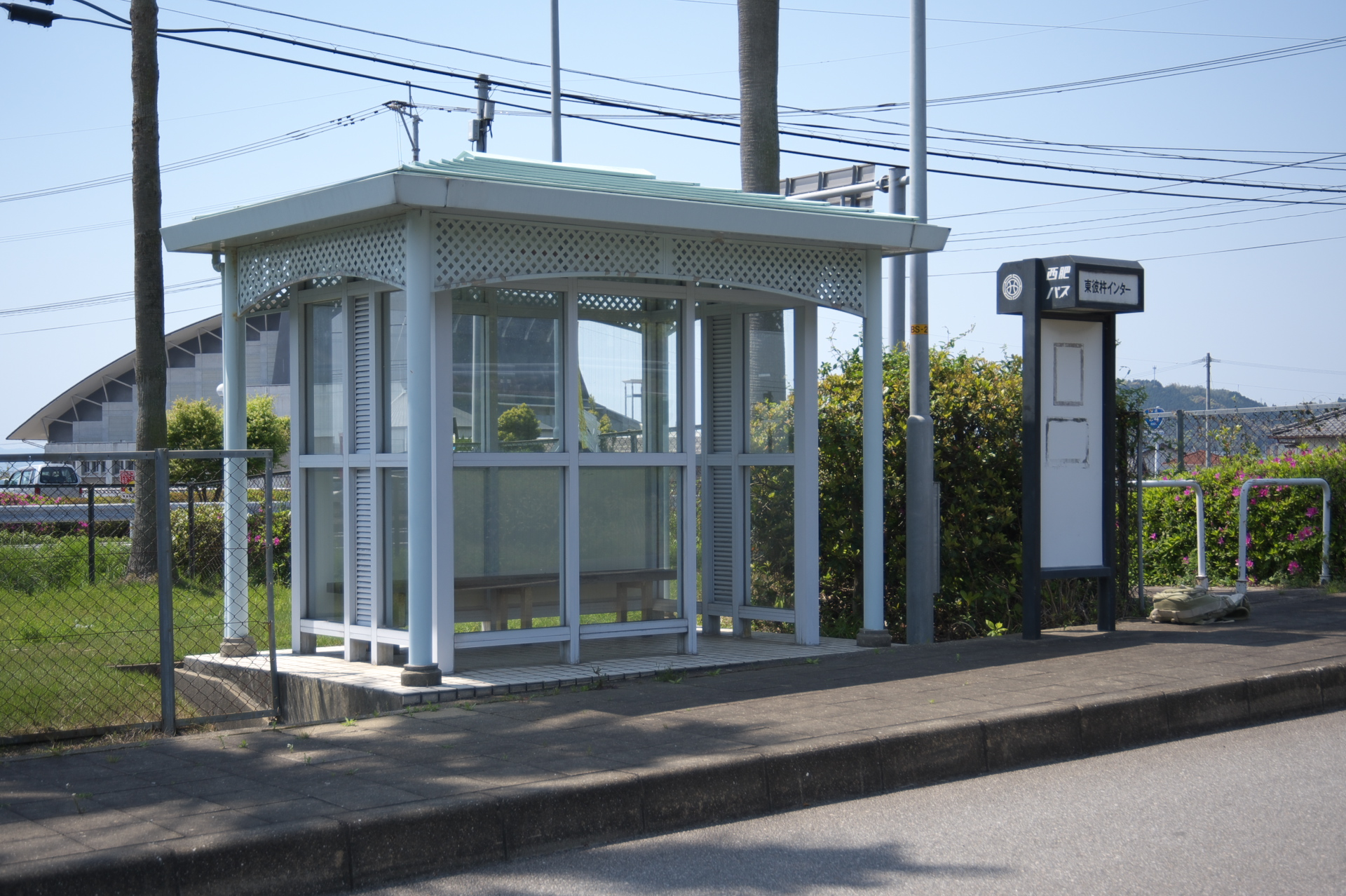
東そのぎバスストップ

東そのぎインターチェンジ（ひがしそのぎインターチェンジ）は、長崎県東彼杵郡東彼杵町にある長崎自動車道のインターチェンジである。

## 概要
国道34号および国道205号との交差点に長崎自動車道の出入口があり、西九州に位置する佐世保市・川棚町方面への進路転換を果たすインターチェンジである。江頭交差点で国道205号と直結するため、長崎市方向からハウステンボスや佐世保市街方向へ向かう場合に便利である。高速道路本線は非常に標高の高い山の上に建設されているため、高速道路本線と一般道を結ぶランプウェイは非常に勾配のある連続カーブと坂道が連続している。なお一瞬ではあるものの、高速道路本線から料金所へ向かう際に大村湾の海岸を見ることができる。

## 道路
- E34 長崎自動車道（8番）

## 歴史
- 1990年（平成2年）1月26日：大村IC/BS - 武雄北方IC間開通により供用開始。
- 2018年（平成30年）3月24日：国土交通省の社会実験事業として、高速道路一時退出実験の試行開始[1]（ETC2.0搭載車に限定して、当ICで流出し、隣接する道の駅彼杵の荘に立ち寄り後、1時間以内に当ICから再流入して順方向に利用の場合、目的地まで高速道路を降りずに利用した場合と同じ料金に調整される。）。
- 2020年（令和2年）3月27日：高速道路一時退出実験の退出可能時間がそれまでの1時間以内から3時間以内に引き上げられる[2]。
- 2022年（令和4年）7月1日 : 高速道路一時退出実験の退出可能時間がそれまでの3時間以内から2時間以内に変更[3]。

## 料金所
ブース数：5

### 入口
- ブース数：2
  - ETC専用：1
  - ETC/一般：1

### 出口
- ブース数：3
  - ETC専用：1
  - 一般：2

## 接続する道路
- 国道34号
- 国道205号

## 東そのぎバスストップ
バス停留所（東そのぎバスストップ）が併設されている。国道34号（長崎方面）に面したところにあるため、ここに停車するバスは一旦本線車道から外れてランプウェイを通り料金所を出ることになる。
開設当時は幾つかの路線が乗り入れていたが、福岡 - 長崎線「九州号」が2004年3月28日を以って停車しなくなったのを最後に停車する路線がなくなったため、これ以降は長らく使われておらず管理用施設扱いであったが、2014年12月1日より長崎 - 熊本線「りんどう号」が2015年3月31日までの期間限定で1日1本のみ停車するようになった。期間終了とともに停車するバスが再びなくなっている。

## 周辺
- 道の駅彼杵の荘

## 隣
E34 長崎自動車道
(9)大村IC/BS - (BS)松原BS - (PA)大村湾PA - (8)東そのぎIC/BS - (7)嬉野IC/BS